# Michelangelo Simonetti

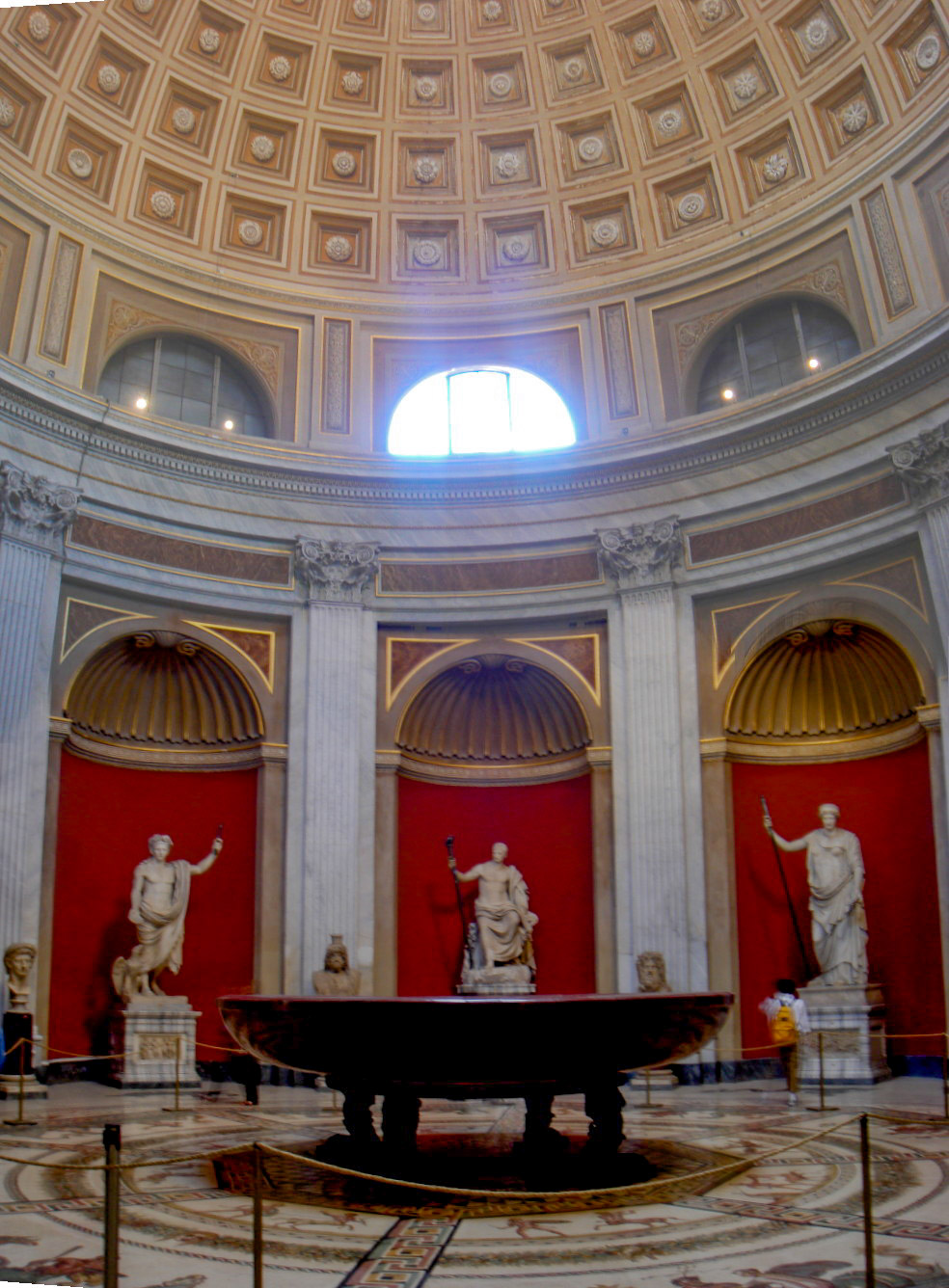
Sala Rotonda

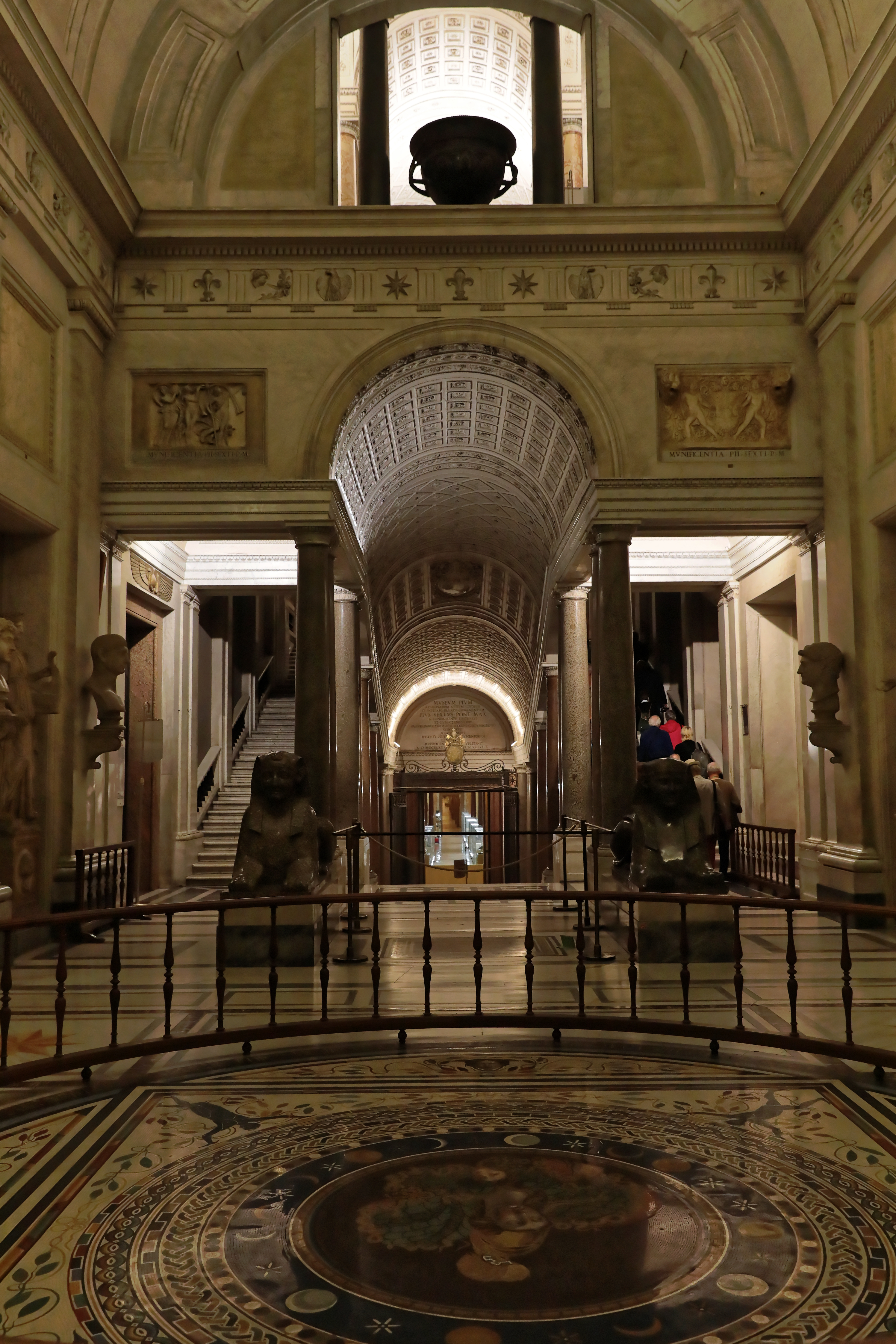
Sala a Croce Greca

Michelangelo Simonetti (ur. 1724 5 marca 1731 w Rzymie, zm. 13 maja 1787, zm. 1781) – włoski architekt tworzący w nurcie klasycyzmu. 

## Życiorys
Od 1776 pracował w Watykanie. Jest jednym ze współtwórców watykańskiego Museo Pio-Clementino. Zaprojektował tam m.in.:
- Sala Rotonda[3] – wzorowana na Rzymskim Panteonie
- Sala a Croce Greca[3] – zawdzięczająca swą nazwę planowi krzyża greckiego.